# L'Occupation américaine
L'Occupation américaine est un roman de Pascal Quignard publié en 1994. Il a été adapté au cinéma en 1995 par Alain Corneau sous le titre Le Nouveau Monde.

## Résumé
L'histoire d'un amour tragique et voué à l'échec, entre Patrick Carrion et Marie-José Vire, dans la province française des années 1950, principalement durant l'année scolaire 1958-1959.